# Nothobranchius fuscotaeniatus
Nothobranchius fuscotaeniatus là một loài cá thuộc họ Aplocheilidae. Nó là loài đặc hữu của Tanzania.